# Heteroscodra maculata
Espèce
Heteroscodra maculata est une espèce d'araignées mygalomorphes de la famille des Theraphosidae.

## Distribution
Cette espèce se rencontre en Afrique équatoriale et en Afrique de l'Ouest.

## Description

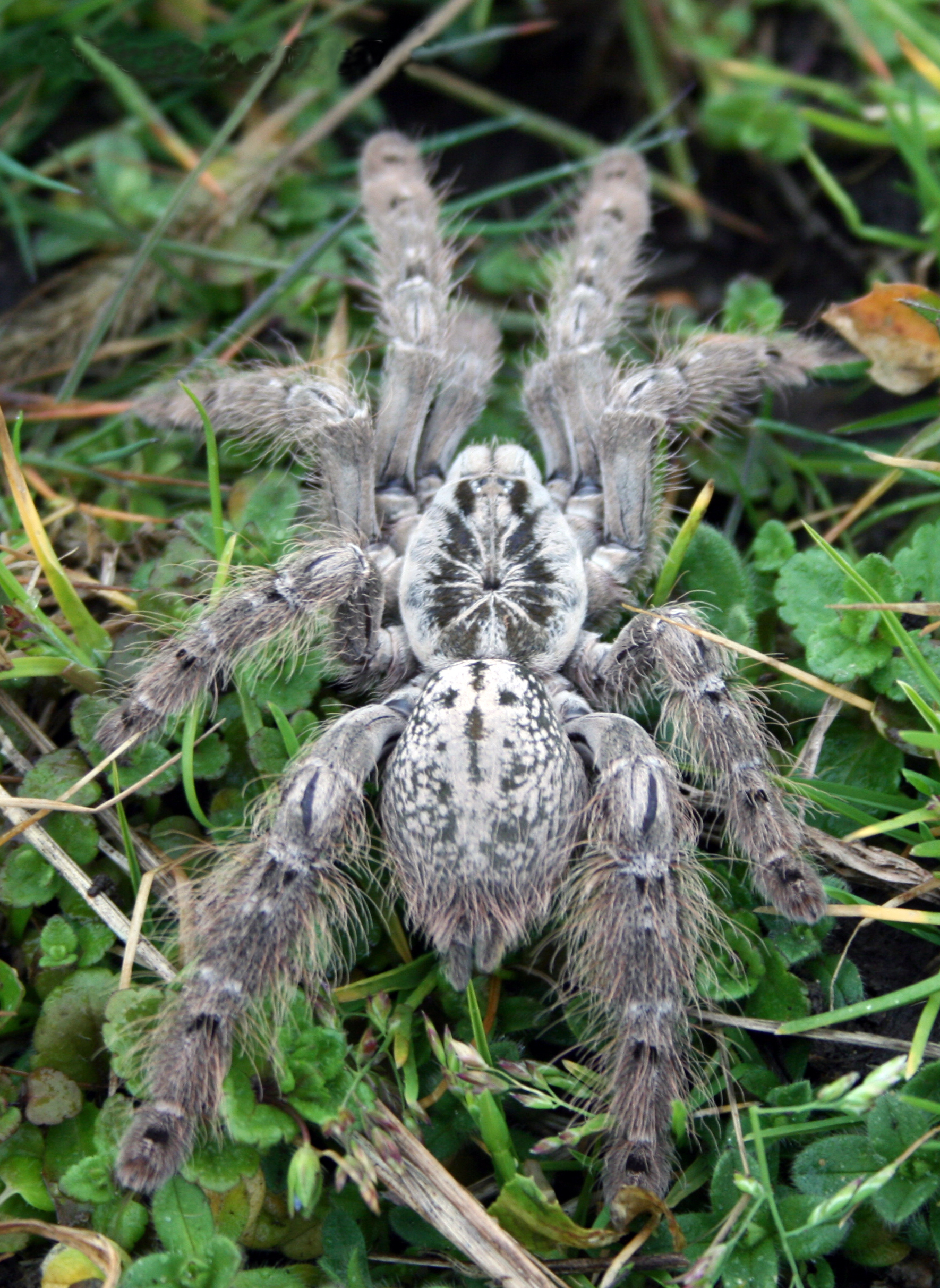
Heteroscodra maculata

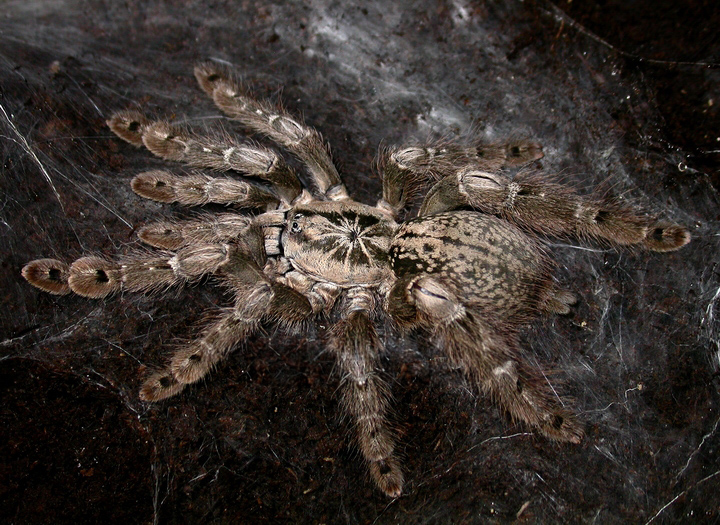
Heteroscodra maculata

La femelle holotype mesure 30 mm.

## Publication originale
- Pocock, 1900 : On the scorpions, pedipalps and spiders from tropical West-Africa, represented in the collection of the British Museum. Proceedings of the Zoological Society of London, vol. 1899, p. 833-885 (texte intégral).